# Leptopteromyia gracilis
Leptopteromyia gracilis är en tvåvingeart som beskrevs av Samuel Wendell Williston  1908. Leptopteromyia gracilis ingår i släktet Leptopteromyia och familjen rovflugor. Inga underarter finns listade i Catalogue of Life.